# 시그너스 (메이플스토리)
시그너스(Cygnus)는 온라인 게임 《메이플스토리》의 등장인물이다. 아리아의 뒤를 잇는 에레브의 여제이며, 메이플 연합의 의장 및 시그너스 기사단의 총괄을 담당하고 있다.

## 작중 행적

### 미래의 문
조작된 미래로 이루어진 〈미래의 문〉에서는 일명 ‘다크 시그너스’라고 불리는, 타락한 인격으로 등장한다.

## 기타
- 이름의 유래는 백조자리의 영어명인 시그너스(Cygnus)이다.[1]
- 2021년 2월 20일 유튜버 개복어의 네이버 카페의 글[2]과 25일 개복어 유튜브 영상 중 그 글을 읽은 ‘메이플 덕분에 휴가 5박6일 받을 썰’[3]에서 대한민국 공군이 도입한 에어버스 A330 MRTT의 이름을 붙이는 공모전 수상자가 직접 ‘KC-330 시그너스’(Cygnus)는 메이플스토리 NPC인 여제 시그너스의 네이밍으로 채택되었음을 확인하였다. 하지만 공모전 작성 기준이 우주와 관련되거나 조류(맹금류 제외)와 관련이 있었고 공모전 수상자 선정 시 처음엔 시그너스라는 명칭을 왜 그렇게 부여했는지를 설명함에 있어 임무 특성에 가장 부합하게 설명을 한 몇 명만을 수상자로 선정하려 했다. 따라서 시그너스라는 명칭을 제출하고도 의미 부여를 한 이유에 부합하지 않게 제출한 사람들은 수상자로 선정되지 않았다가 형평성의 이유로 시그너스라는 이름을 제출한 사람 모두 수상자가 된다. 그러므로 유튜버 개복어 영상을 통해 메이플스토리에서‘만’ 따왔다고 한 사람의 썰은 그저 한 개인의 ‘썰’일 뿐이며 실제는 그렇지 않다고 볼 수 있다. 심지어 포상 휴가는 2일이였다. 게다가 처음부터 수상자로 선정되었던 수상자는 원래 급유기의 여객기 기체인 A330의 경우 랜딩 시 우아하게 내리는 모습 때문에 ‘백조’라는 별명이 원래 있었고, 그것을 참고하여 별자리 중 백조자리의 영어 이름인 Cygnus를 제출했다고 했으며 또한 백조가 V자로 비행하는 모습은 공중급유를 하는 대열을 연상케 하며 물 위의 백조가 물 속에서 발을 열심히 움직이는 모습은 한반도 영공방위에 최선을 다하는 공군 장병들의 모습이 투영된다는 의미가 들어 있다라고 의미 부여를 설명하였고 실제 홍보 시 이런 문구가 사용되었다.[4] 게다가 영어로 백조를 뜻하는 Swan(스완)보다는 백조자리를 뜻하는 Cygnus(시그너스)가 낫다는 의견이 많았다.[5] 다만 메이플스토리의 시그너스도 백조자리에서 이름을 따왔기 때문에[1] 완전히 틀린 말은 아니다.

## 같이 보기
- 시그너스 기사단
- KC-330 시그너스